# Sericania sinuata
Sericania sinuata är en skalbaggsart som beskrevs av Shuhei Nomura 1959. Sericania sinuata ingår i släktet Sericania och familjen Melolonthidae. Inga underarter finns listade i Catalogue of Life.